# 4585 Ainonai
4585 Ainonai è un asteroide della fascia principale. Scoperto nel 1990, presenta un'orbita caratterizzata da un semiasse maggiore pari a 2,7333531 UA e da un'eccentricità di 0,2379058, inclinata di 10,55831° rispetto all'eclittica.